# Biblioteca Chester Beatty
La Chester Beatty Library (Biblioteca Chester Beatty) fue fundada en Dublín, Irlanda, en 1950, alberga las notables colecciones del magnate minero, Alfred Chester Beatty. La biblioteca actual, en el Castillo de Dublín, fue abierta el 7 de febrero de 2000, el 125.º aniversario del nacimiento de Beatty.
Las colecciones de la biblioteca están expuestas en dos colecciones: "Tradiciones Sagradas" y "Tradiciones Artísticas". Ambas exposiciones incluyen textos, manuscritos, pinturas miniatura y arte en papel sagrados de las grandes religiones orientales y occidentales así como elementos seculares. La Biblioteca es una de las fuentes primarias para estudios en el Viejo y Nuevo Testamento.
En 2002, el Foro Europeo de Museos le otorgó el Premio del museo europeo del año, galardón que reconoce cada año a los nuevos museos que han realizado avances e innovaciones en el ámbito museístico. El museo galardonado alberga durante un año la estatua de Henry Moore The Egg, que simboliza el premio. 